# Luiz Carlos Filgueira
Luiz Carlos Filgueira dit Filgueira, né le 10 janvier 1967 à Brasilia est un footballeur brésilien, qui évoluait à un poste de défenseur.